# خلية موجهة جسدية ثديية
الخلية الموجهة الجسدية الثديية (بالإنجليزية: Somatomammotrophic cell)‏ أو الخلية الموجهة الجسدية اللبنية (بالإنجليزية: somatolactotrophic cell)‏ هي نوع من خلايا الغدة النخامية الأمامية التي تنتج كلاً من الموجهة الجسدية (هرمون النمو) والبرولاكتين. تُعرف الخلايا التي تفرز الموجهة الجسدية فقط أو البرولاكتين فقط باسم موجهة جسدية وموجهة لبنية، على التوالي.